# Lorenz Juhl Vogt
 Der er for få eller ingen kildehenvisninger i denne artikel, hvilket er et problem. Du kan hjælpe ved at angive troværdige kilder til de påstande, som fremføres i artiklen.

Lorenz Juhl Vogt (28 april 1825 i Kristiania – 3. juli 1901 i Sandefjord) var en norsk toldembedsmand og historiker, brodersøn af Jørgen Herman Vogt.
Efter at have været bureauchef i finansdepartementets toldkontor siden 1858 blev Vogt 1865 udnævnt til toldinspektør i Fredrikshald, et embede, han beklædte indtil en måned før sin død. Embedet gav ham otium såvel til at deltage i det offentlige liv som til ganske vidtstrakte studier. 1868—84 sad han som medlem af Fredrikshalds kommunestyre, og 1873—79 var han byens repræsentant på Stortinget.
Allerede tidligere havde imidlertid det offentlige taget hans grundige indsigt i alle slags told- og handelspolitiske spørgsmål til nytte; således var han medlem af Toldtarifkommissionen af 1858, formand i den store Toldlovskommission af 1867, ligesom han var medlem af Toldtarifkommissionen af 1874, af Udskibningskommissionen af 1878 og i Stortinget hele tiden af Toldkomiteen.
En frugt af denne indsigt var også hans bog Frihandelens Fremgang og Sejr i Storbritannien og Irland (1864, svensk oversættelse 1866), der bidrog til at skaffe frihandelslæren udbredelse i de skandinaviske lande. Senere førtes hans undersøgelser over på socialpolitikkens område i skriftet Den norske Arbejders Beskatning og Forbrug (1877).
Resultatet af sine historiske studier nedlagte han foruden i en større afhandling om Norges Udførsel af Trælast i ældre Tider (i norsk Historisk Tidsskrift 1886) navnlig i den betydelige og interessante monografi Dublin som norsk By. Fra vort ældste Købstadliv (1896), et vægtigt bidrag til diskussionen om den norske kolonisation i Irland og på de øvrige britiske øer.